# Calivo
Calivo es un municipio filipino de primera clase, capital de la provincia de Aclán, en las Bisayas Occidentales.

## Toponimia
El lugar puede aparecer referido con las grafías «Calivo» y «Kalibo».

## Historia
Hacia mediados del siglo XIX, el lugar, por entonces perteneciente a la provincia de Cápiz, tenía contabilizada una población de 9710 habitantes, repartidos en 1618 casas. Aparece descrito en el primer volumen del Diccionario geográfico, estadístico, histórico de las Islas Filipinas (1850) de Manuel Buzeta Núñez y Felipe Bravo con las siguientes palabras:

CALIVO: pueblo con cura y gobernadorcillo, en la isla de Panay, prov. de Capiz, dióc. de Cebú: sit. en los 126° 2' long., 11° 35' lat.; en la costa set. de la isla y prov., próximo á la barra de Aclan. Disfruta de buena ventilacion, y clima, aunque cálido y húmedo, bastante sano. Tiene como unas 1,618 casas de la sencilla construccion del pais, distinguiéndose entre ellas como de mejor fábrica la casa parroquial y la llamada tribunal, en la cual está la cárcel; hay escuela de primeras letras dotadas de los fondos de comunidad frecuentada por muchos niños de ambos sexos; é igl. parr. de buena fábrica, servida por un cura secular. Poco dist. de esta se halla el cementerio, en buena situacion y ventilado. Comunicase este pueblo con sus limítrofes por medio de caminos regulares, y recibe de la cabecera de la prov. la correspondencia en dias indeterminados. term.: confina por N. con el mar á muy corta dist.; por S. con los montes centrales de la prov.; por E. con el de Banga Vieja, y por O. con el de Malinao. El terreno que comprede la jurisd. de este pueblo es sumamente fértil y productivo como casi todos los de esta prov.; hallándose á la orilla del pequeño r. por cuya boca penetra el estero de Aclan: abunda en nipales, y tiene mucho arbolado en sus montes. prod. bastante arroz, algun maiz y algo de tabaco, cacao, legumbres y frutas. ind.: la agrícola que es la principal ocupacion de sus naturales, la pesca, con especialidad del balate, estraccion de oro por medio del lavado de las arenas de los r., y la elaboracion de telas de algodon y abacá. comercio: esportacion del sobrante de sus prod. industriales y agrícolas. pobl. 9,710 alm., 1,426 trib., que ascienden á 14,260 rs. plata, equivalentes á 35650 rs. vn.
(Buzeta y Bravo, 1850, p. 340)

En 2020, tenía censados 89 127 habitantes.